# Linderweiher
Der Linderweiher oder Linder-Weiher (frz.: Étang de Lindre) ist ein mehr als 6 km² großer See im Département Moselle der Region Grand Est, südöstlich der Stadt Dieuze. Er ist eingebettet in die etwa tausend Hektar große Domaine de Lindre. Zu der Domaine de Lindre im Regionalen Naturpark Lothringen gehören noch weitere zwölf Seen, die teilweise extensiv genutzt, teilweise zum Vogelschutzgebiet erklärt wurden. Seit 2003 ist ein Gebiet mit über fünftausend Hektar Fläche als Natura-2000-Schutzgebiet ausgewiesen. Es gibt in dem Landschaftspark eine große Artenvielfalt, so hat man in der Fauna 248 Vogel-, elf Amphibien- und vier Reptilienarten nachgewiesen. Auch ist es gelungen, den in Frankreich sehr seltenen Weißstorch (Ciconia ciconia), unter anderem durch Aufstellen von Nisthilfen, wieder anzusiedeln. Die Flora ist mit 19 geschützten Pflanzenarten vertreten.
Der Linderweiher selbst hat 6,2 km² Wasseroberfläche, ein Volumen von 13,2 Mio. m³ Inhalt und eine maximale Tiefe von sechs Metern. Das Wassereinzugsgebiet beträgt 103 km². Auf einer langgestreckten Landzunge, die weit in den See hineinreicht, liegt das Dorf Tarquimpol (Tarquinpol). 1875 wurde die Größe des Weihers mit 6,71 km² Wasseroberfläche bei drei Metern Tiefe angegeben. Der Weiher wird zeitweise abgelassen und bestimmte Teile werden dann von Biobauern bewirtschaftet.

## Geschichte des Weihers und der Umgegend

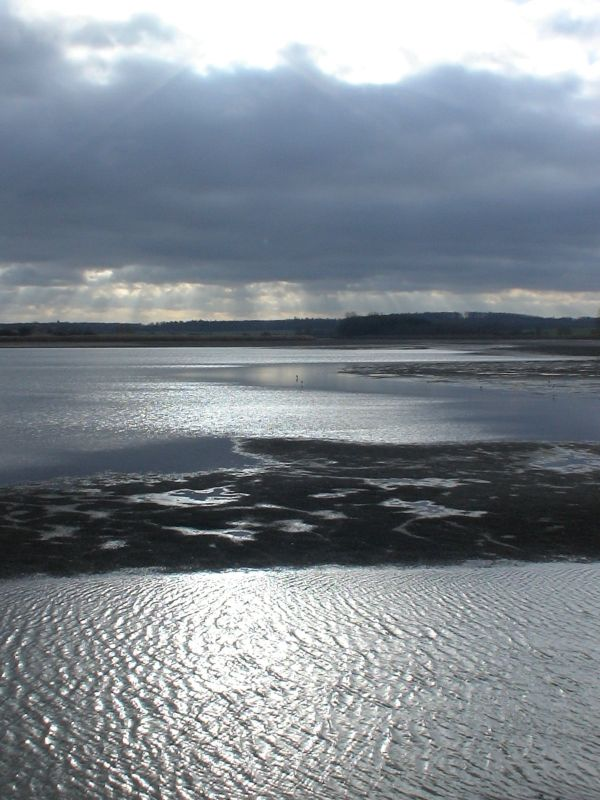
Linderweiher

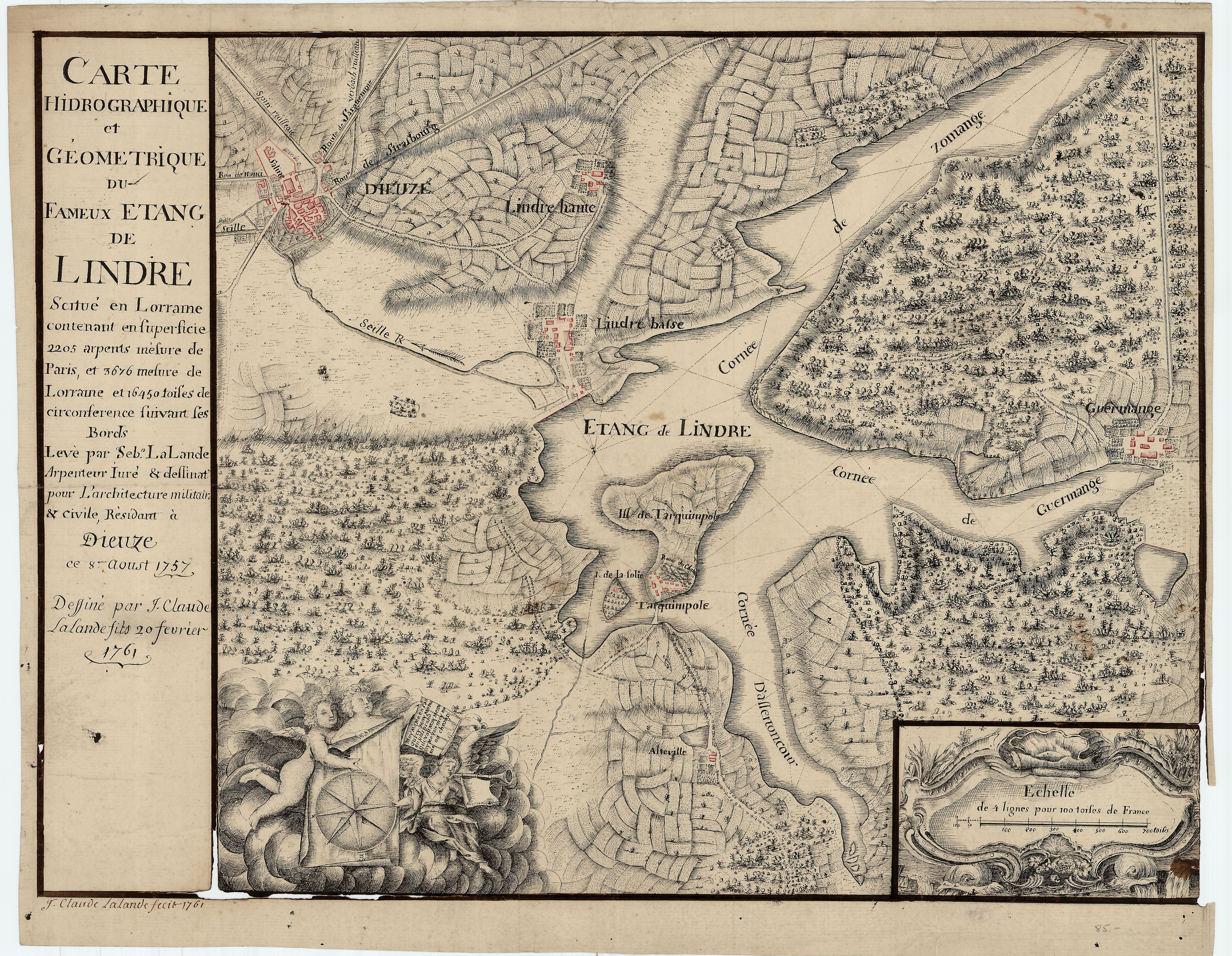
Linderweiher, 1761

Der Linderweiher beim Dorf Niederlinder oder Nieder-Linder (frz. Lindre-Basse) besteht in der gegenwärtigen Form seit dem 10. oder 11. Jahrhundert. Er gehörte früher zum Territorium des Heiligen Römischen Reichs und war Eigentum der Herzöge von Lothringen, nach Annexion Lothringens durch Frankreich des Königs von Frankreich, dann der Familie de Custine, und wurde 1790 im Zuge der Französischen Revolution zum französischen Nationaleigentum erklärt. 1803 wurde er zur Ausstattung der Ehrenlegion verwendet.
Am 1. September 1807 gelangte er zum Verkauf und wurde von einer Genossenschaft aus drei kapitalkräftigen Personen aus der Umgegend erworben: Georges-Timothée Masson aus Nancy, Charles-Bernard de Maubon-Gand und David Braun von Finstingen. Masson erwarb später auch die Anteile seiner beiden Miteigentümer: Im Jahr 1817 den Anteil von Braun und 1828 den Anteil der Erben Maubon-Grand.
Sein Sohn Antoine Achille Masson heiratete Adélaïde Joséphine Bachasson de Montalivet, die von einem General des Kaiserreichs abstammte, und setzte die Erwerbspolitik seines Vaters fort. Rund um den Weiher erwarb er Güter in Assenoncourt (Essesdorf), Azoudange (Anslingen), Lidrezing (Liedersingen), Lindre-Basse (Niederlinden), Loudrefing (Lauterfingen), Rorbach-lès-Dieuze (Rohrbach), Zommange (Zemmingen) und schließlich 1856 von Théodore Davillier auch Guermange (Germingen). 
Zur Zeit ihrer größten Ausdehnung umfassten die domaines de Lindre daher Ländereien, Wälder und Weiher in mehreren Gemeinden, wie auch das Herrenhaus, das einst den Custines gehört hatte, und sechs Höfe auf der Gemarkung von Guermange, nämlich die zwei zum Herrenhaus gehörenden Höfe, den Hisèlehof, den Stranhof, den Mühlhof und das sog. Freihaus. Alle wurden verpachtet, unter Führung eines Generalverwalters: Desfrères, nach dem Frankfurter Frieden vom 10. Mai 1871, dann Bailly, am Ende des 19. Jahrhunderts, Barbier, bis in die 1920er Jahre, und schließlich die Familie Mélard, Laurent bis 1958, danach dessen Sohn Jean. Nach 1970 und dem Mélard-Prozess übernahm Bornert diese Funktion. 
Im Jahr 1908 schlossen sich die vier Erben Masson de Montalivet zur Société des Domaines de Lindre, Guermange et Dordhal zusammen. In den Jahren 1950–1970 folgte eine Änderung der Statuten auf die andere: 1955 wurden die Waldungen der Domänen dem neuen Forstunternehmen der Gutsherrschaft und von Dordhal angegliedert; 1969, im Zuge der Vorbereitungen zur Flurbereinigung, gingen die Ländereien an das Agrarunternehmen von Guermange über – vier der sechs Höfe der Domänen wurden ausgegliedert und das 280 ha große Gelände dem Herrn de Pomery zur Verwaltung übertragen. 1965 wurde die SICA (Société d'intérêt commun agricole) gegründet mit Sitz in Lindre-Basse. 1973 wurde die Fischzucht einer eigenen Gesellschaft anvertraut. Die Domänen von Lindre sind seit 1953 auch Sitz der CUMA (coopérative d'utilisation du matériel agricole) von la Tour. 
1974 beschlossen die Erben Montalivet, ihre gesamten Besitzungen in Lindre zu verkaufen. Das Département Moselle erwarb die 13 Weiher der Domänen (930 ha, davon allein der Linderweiher 618 ha), das Herrenhaus und das Freihaus – letzteres wurde einige Jahre später weiterverkauft. Das Département machte daraus ein Naturschutzgebiet, Bestandteil des Parc naturel régional de Lorraine. Die UAP erwarb das Forstunternehmen und ein Metallbau-Unternehmer das Agrarunternehmen. 1976 wurde die ca. 1000 ha große Domaine de Lindre vom damaligen Generalrat von Lothringen erworben.